# Alenka Bernot
Alenka Bernot, slovenska kanuistka, * 3. februar 1938, Ljubljana. 
Za Jugoslavijo je nastopala kot kanuistka na divjih vodah, njen največji uspeh pa je bila osvojitev naslova svetovne prvakinje v mešanem čolnu C-2 na Svetovnem prvenstvu v kajaku in kanuju na divjih vodah  v Spittalu.
Po končani tekmovalni karieri je leta 1976 opravila izpit za mednarodno sodnico v kajaku in kanuju na divjih vodah. Bila je sodnica na tekmah svetovnega pokala in svetovnih prvenstev 1987–2006 ter na olimpijskih igrah v Atlanti 1996 in Sydneyju 2000.